# Sjors van Iwaarden
George Gerardus (Sjors) van Iwaarden  (Amsterdam, 22 februari 1969) is een Nederlandse roeier. Hij vertegenwoordigde Nederland op diverse grote internationale wedstrijden. Tweemaal nam hij deel aan de Olympische Spelen, maar won hierbij geen medaille.
In 1992 maakte hij op 23-jarige leeftijd zijn debuut op de Olympische Spelen van Barcelona. Bij het onderdeel twee zonder stuurman behaalde hij met Kai Compagner met een tijd van 6.37,22 een achtste plaats. Vier jaar later moest hij met 7.10,43 op hetzelfde onderdeel eveneens met Kai Compagner genoegen nemen met een 17e plaats. Bij het onderdeel acht met stuurman stond hij opgesteld als reserve, maar hoefde hiervoor niet aan te treden.
Hij studeerde management en beleid en was lid van de Amsterdamse studentenroeivereniging Nereus en RIC.

## Palmares

### Roeien (twee zonder stuurman)
- 1992: 8e OS in Barcelona - 6.37,22
- 1996: 16e OS in Atlanta - 7.10,43

### Roeien (dubbel vier)
- 1986: 11e WK junioren in Račice - 4.45,95
- 1987: 7e WK junioren in Keulen - 4.34,31

### Roeien (acht met stuurman)
- 1993: 5e WK in Račice - 5.42,79
- 1994:  WK in Indianapolis - 5.25,10
- 1997: 8e Wereldbeker I in München - 6.36,00
- 1997: 7e WK in Aiguebelette - 5.46,87
- 1998: 6e Wereldbeker II in Hazewinkel - 5.36,55
- 1998: 9e Wereldbeker III in Luzern - 5.51,07

Kai Compagner · 
Sjors van Iwaarden
Kai Compagner · 
Sjors van Iwaarden